# Blastothrix allae
Blastothrix allae är en stekelart som beskrevs av Sharkov 1985. Blastothrix allae ingår i släktet Blastothrix och familjen sköldlussteklar. Inga underarter finns listade.